# Северин (хутор)
Северин — хутор в Тбилисском районе Краснодарского края.
Входит в состав Тбилисского сельского поселения.

## География
Расположен на левом берегу Кубани.

## Население
| 2002 | 2010  |
| ---- | ----- |
| 1876 | ↘1801 |

## История
Хутор Северин был основан в 1864 г. Долгое время до этого территория современного хутора была приграничной и возможность основывать поселения на левом берегу Кубани, появилось только после окончания Кавказской Войны. На левый берег Кубани устремилось множество населения. Среди них были немцы из Бессарабии, которые основали Ванновское и Шереметьевское, поляки, евреи, русские из центральной полосы России. Важно отметить, что казаки Тбилисской (в то время Тифлисской) не допускали для проживания в станице неказачье население, поэтому все неказачье население скапливалось у станицы.
Земля от границ Эйгенфельд до станицы Тбилисской принадлежала полковнику Терашкевичу. Помимо этого хутора у полковника было 7 хуторов
«В 1871 году на участке полковника Антоновича была создана колония Александрфельд из 44 дворов. Как правило, во всех немецких селениях имелись бакалейные лавки, школы, лютеранские молитвенные дома. Из трех колоний образовалось Эйгенфельдская волость 7 экономий частных землевладельцев, овцеводов и 9 хуторов смешанного населения. Западная граница волости включала: 2 хутора Рукевича, 2 хутора Дулинова, двух братьев Каламбетовых, экономию Бабкина, 7 хуторов Солонянского, 8 хуторов Терашкевича. К востоку распластались экономии землевладельцев и коннозаводчик Пеховского и овцевода Заболтнева. Непосредственно на берегу Кубани землевладельцы-овцеводы братья Петрики в своих двух экономиях посадили фруктовые сады и развели виноградники»
«С 1881 по 1883 годы подполковник Иосиф Терашкевич устраивал постоянные мосты через Кубань и содержал за свой счет. Войсковое хозяйственное правление Кубанской области в течение пяти лет выплачивало ему по 6500 рублей. Сын Терашкевича Северян Иосифович-служил начальником тихорецких мастерских, хутор на левобережье Кубани был назван его именем.»
Также полковник Терашкевич увлекался садово-парковым искусством. Об этом в своей книге «Изящное садоводство и художественные сады» написал А. Э. Регель
". в предгорье Кавказа — который, подобно Тенериффс, соединяет в себе решительно все поясы, распределенные по высоте места над уровнем моря,— в Владикавказе, Пятигорске, Кисловодске, имеется флора, прекрасно прозябающая и в умеренной полосе, например в Средней Германии. Трехпоясную флору эту с полнейшим успехом культивируют частные лица, как, например, известным плодовод Грабовский, о котором я уже имел случай упомянуть, и содержатель образцового питомника в Тифлисской станице — Терашкевич.

## История семьи Терашкевич
Иосиф Антонович Терашкевич учился в Варшавской Инженерной Академии. За чтение революционной литературы был разжалован в солдаты и отправлен на Кавказ. Вышел в отставку в 50 лет в чине полковника. После выхода в отставку получил 80га земли на левом берегу Кубани.
На левом берегу построил двухэтажный дом с башней, высадил перед домой аллею из платанов. За домом разбил сад (тюльпановые деревья, груши, орехи)
"К устройству парома на реке Кубани, напротив ст-цы Тифлисской приступили в апреле 1862 г., а функционировать он начал в июле того же года2 . Паромная переправа была устроена на двух лодках, действующих по канату, которые высылались казаками из ст-цы Тифлисской . Паромная переправа была устроена по указанию станичного правления по распоряжению есаула Терашкевича. Переправу устроили на том самом месте, где она существовала раньше . Данных об истраченных средствах на строительство парома не имеется. Для вытаскивания паромных лодок после прекращения переправы через Кубань были назначены 8 человек из ст-цы Тифлисской5 . В случае неисправности (повреждения) переправы ремонт производили казаки ст-цы Тифлисской . «
У полковника Терашкевича было три сына: Иосиф — был начальником Екатеринодарского депо, проживал до революции в Екатеринодаре. Иосиф запускал Екатеринодарский трамвай.
„Ведомости“ сообщали, что силами казачьего батальона под наблюдением производителя работ есаула Терашкевича были „сбиты кочки и разровнена Красная улица“, „устроено полотно под шоссе от Карасунской дамбы до угла крепости и оттуда по направлению к Бурсаковксой улице, на протяжении 215 сажень“, „сделано два новых мостика, один через канаву на Крепостной и другой поперек Соборной улицы“, „очищена земля с Карасунской дамбы, взрыхлено и подсыпано новым щебнем полотно оной“, „прочищена вся канава из Кубани в Карасун“.
Роберт — упоминается уже как помещик, владел хутором Северин до 1917 года.
Сын Терашкевича — Роберт, проживал в Северине до 1930х годов. Попал под „раскулачивание“ и семьей уехал в Ставрополь. Там же скончался. У Роберта было трое детей — Владислав, Юлия и Валентина.
Болеслав — был начальником Тихорецких мастерских, на базе которых, предположительно, в 1899г был создан Тихорецкий машиностроительный завод им. Воровского. Людослав скончался от огнестрельной раны позвоночника в 1908 г.
Супруга Иосифа Терашкевич — Северина, в ее честь был назван хутор Северин. Упоминается в книге „Поляки эпохи“
Северина Валерия (1871 г.р.) — родилась в ст. Усть-Лабинской и крещена в Екатеринодарском костёле, её восприемниками были лекарь Усть-Лабинского военного госпиталя, коллежский асессор Юзеф Тальмонд и супруга есаула Северина Терашкевич»
"Мариан Кароль (1873 г.р.) — родился в ст. Усть-Лабинской и крещён в Екатеринодарском костёле, его восприемниками были старший врач Таманского полка ККВ надворный советник Иван Тьери (Тиери) и супруга войскового старшины Северина Терашкевич. "
Владислав работал на ДонСода, изобрел печь для обжига соды. Скончался в 1940-х.

## История усадьбы Терашкевича
Усадьба Терашкевича стоит на берегу реки Кубань по сей день. После революции она была переоборудована и использовалась как школа. Школа просуществовала до 1972 г. Позже это здание стали использовать как многоквартирный дом.
По одной из легенд из здания усадьбы к мосту на реке Кубань шёл подземный ход. Выходил он в здании старой аптеки (так же сохранилась по сей день). Подземный ход был открыт до 40-х годов XX века, но из-за опасности обрушения был замурован.
Также до нынешних дней сохранился винный погреб помещика. Сейчас используется как гараж, одними из жителей хутора Северин.
Некогда прекрасный сад также можно увидеть сейчас. По берегу реки Кубань растёт множество одичавших плодовых растений (яблони, груши, слива, алыча)

## Упоминания хутора Северин в литературе
Хутор Северин упоминается в очерках о волнениях крестьян на Кубани
«Весной и летом 1902 года в ряде мест Кубани произошли крупные волнения крестьян. Начались они в мае на хуторе Северин Кавказского отдела, где собралось до 5 тысяч крестьян из центральных губерний. Оставшись без денег и продуктов, потеряв надежду наняться на работу, они стали угрожать восстанием. Прибывшие на хутор Северин казачьи части разогнали скопившиеся толпы крестьян.
Глухое брожение сельскохозяйственных рабочих на Кубани, начавшееся в мае, вылилось затем в открытое восстание. 3 июня 1902 года доведенные до отчаяния сельхоз рабочие, собравшиеся в хуторе Романовском Кавказского отдела, разгромили два духана и избили полицейских. 5 июня на хуторе Северин разгромили склад земледельческих орудий купца Мордовцева и экономию помещика Пеховского, уничтожив закладные векселя. Затем волнения перекинулись в станицу Гиагинскую, хутор Ковалев, станицу Новолеушковскую.»

## Советский период
После установления советской власти в хуторе принято решения о строительстве племенного звероводческого совхоза.Основателем и первым директором был Жуков Михаил Никитич. На долгое время он станет ведущим предприятием не только Тбилисского района, но и всего СССР. «Племзверосовхоз Северинский» входил в тройку крупнейших предприятий СССР. Здесь выращивались кролики, нутрии, чернобурые лисы, норки. Фигурка норки была символом зверосовхоза. Мощь зверосовхоза позволила значительно изменить облик хутора. Была построена новая школа, открыт новый стадион, массово застраивались улицы коттеджами и многоквартирными домами. Во время Великой Отечественной войны хутор также попал в оккупацию, которая была снята только после 1943 года.

## Мосты
Начиная с времён Терашкевича в районе хутора Северин была переправа. Предположительно в районе хутора сменилось 4 моста. Последний был открыт в 1973 году. До него был деревянный мост, с ограниченной пропускной способностью. Во время войны был железный, но он был разрушен. Части старых мостов можно видеть и сейчас.

## Северин сейчас
Племзверосовхоз Северинский не действует. Его остатки используются по-разному. Какого-то крупного предприятия на территории хутора нет. Основная масса местных жителей работает за пределами Северина.